# Schizonycha kirumbana
Schizonycha kirumbana är en skalbaggsart som beskrevs av Moser 1924. Schizonycha kirumbana ingår i släktet Schizonycha och familjen Melolonthidae. Inga underarter finns listade i Catalogue of Life.